# Anastasija Kozjenkova
Anastasija Kozjenkova (Kovel, 19 januari 1986) is een Oekraïens roeister. Kozjenkova werd in 2009 wereldkampioen in de dubbel-vier. Een jaar later moest Kozjenkova genoegen nemen met de zilveren medaille tijdens de wereldkampioenschappen van 2010. Kozjenkova nam in 202 voor de eerste maal deel aan de Olympische Zomerspelen en won toen in de dubbel-vier de gouden medaille. Vier jaar later in Rio de Janeiro behaalde Kozjenkova in de dubbel-vier de vierde plaats.

## Resultaten
- Wereldkampioenschappen roeien 2009 in Poznań  in de dubbel-vier
- Wereldkampioenschappen roeien 2010 in Cambridge  in de dubbel-vier
- Wereldkampioenschappen roeien 2011 in Bled 4e in de dubbel-twee
- Olympische Zomerspelen 2012 in Londen  in de dubbel-vier
- Wereldkampioenschappen roeien 2014 in Amsterdam 10e in de dubbel-twee
- Olympische Zomerspelen 2016 in Rio de Janeiro 4e in de dubbel-vier
- Wereldkampioenschappen roeien 2017 in Sarasota 8e in de dubbel-vier

1988: Kerstin Förster & Kristina Mundt & Beate Schramm & Jana Sorgers ·
1992: Sybille Schmidt  &  Birgit Peter  & Kerstin Müller & Kristina Mundt·
1996: Katrin Rutschow & Jana Sorgers & Kerstin Köppen & Kathrin Boron·
2000: Manja Kowalski & Meike Evers & Manuela Lutze  & Kerstin Kowalski ·
2004: Kathrin Boron & Meike Evers & Manuela Lutze & Kerstin Kowalski ·
2008: Tang Bin & Xi Aihua & Jin Ziwei & Zhang Yangyang ·
2012: Kateryna Tarasenko & Natalija Dovhodko & Anastasija Kozjenkova & Jana Dementjeva·
2016: Annekatrin Thiele, Carina Bär, Julia Lier, Lisa Schmidla ·
2020: Chen Yunxia & Zhang Ling & Lü Yang & Cui Xiaotong ·
2024: Lauren Henry & Hannah Scott & Lola Anderson & Georgina Brayshaw